# Bingyuan Gudi
Bingyuan Gudi (chinesisch 冰缘谷地 ‚Eisrandtal‘) ist ein Tal auf Nelson Island im Archipel der Südlichen Shetlandinseln. Es erstreckt sich in ost-westlicher Ausdehnung auf der Stansbury-Halbinsel am nördlichen Rand der Eiskappe der Insel.
Chinesische Wissenschaftler benannten es 1986.